# Матосас, Роберто
Робе́рто Мато́сас Постильо́не (исп. Roberto Matosas Postiglione; род. 11 мая 1940, Мерседес) — уругвайский футболист, выступавший на позиции защитника. Известен по выступлениям за «Пеньяроль» в 1960-е годы. Полуфиналист чемпионата мира 1970 года в составе сборной Уругвая.

## Биография
Роберто Матосас родился в Мерседесе в 1940 году, начинал заниматься футболом в местной команде «Бристоль». В 1959 году перешёл в молодёжный состав «Пеньяроля», где дебютировал на профессиональном уровне год спустя. Уже в первый же год Матосас вместе с командой выиграл первый в истории розыгрыш Кубка Либертадорес. В 1961 году Пеньяроль повторил свой успех, добавив также в коллекцию трофеев и победу в Межконтинентальном кубке. Однако сам Матосас не сыграл в трёх матчах против португальской «Бенфики», хотя и был в заявке.
В 1965 году Роберто перешёл в аргентинский «Ривер Плейт». Это был один из самых дорогих трансферов в мировом футболе на тот момент. Вместе с «Миллионерами» уругваец дошёл в 1966 году до финала Кубка Либертадорес, но так и не сумел стать чемпионом Аргентины. Матосас с 1961 по 1973 год провёл в розыгрышах Кубка Либертадорес 78 матчей и забил 6 голов.
В 1969 году Матосас вернулся в «Пеньяроль» — во многом это было обусловлено тем, что тренерский штаб сборной Уругвая ориентировался, в первую очередь, на игроков, выступавших в первенстве Уругвая. Возвращение на родину помогло Матосасу попасть в сборную на чемпионат мира 1970 года.
Завершал карьеру Матосас в Северной Америке — в 1973—1974 гг. он выступал за новичка Примеры Мексики «Сан-Луис», затем провёл 1 сезон в «Толуке», а в 1976 году был играющим тренером команды «Сан-Антонио Тандер».
С 23 марта 1963 по 10 февраля 1971 года Роберто Матосас провёл за сборную Уругвая 20 матчей. Вместе с ней он занял 4-е место на чемпионате мира 1970 года (на тот момент за четвёртое место команде вручались бронзовые медали), проведя все 6 матчей, сыгранных Селесте на турнире.
По завершении карьеры футболиста работал тренером, возглавлял такие команды, как «Веракрус» и «Монтеррей».

## Титулы и достижения
- Чемпион Уругвая (5): 1960, 1961, 1962, 1965
- Обладатель Кубка Либертадорес (2): 1960 (не играл), 1961
- Обладатель Межконтинентального кубка (1): 1961 (не играл)
- 4-е место на чемпионате мира (1): 1970